# Годинниковий механізм

Шестірня зі спусковим механізмом.

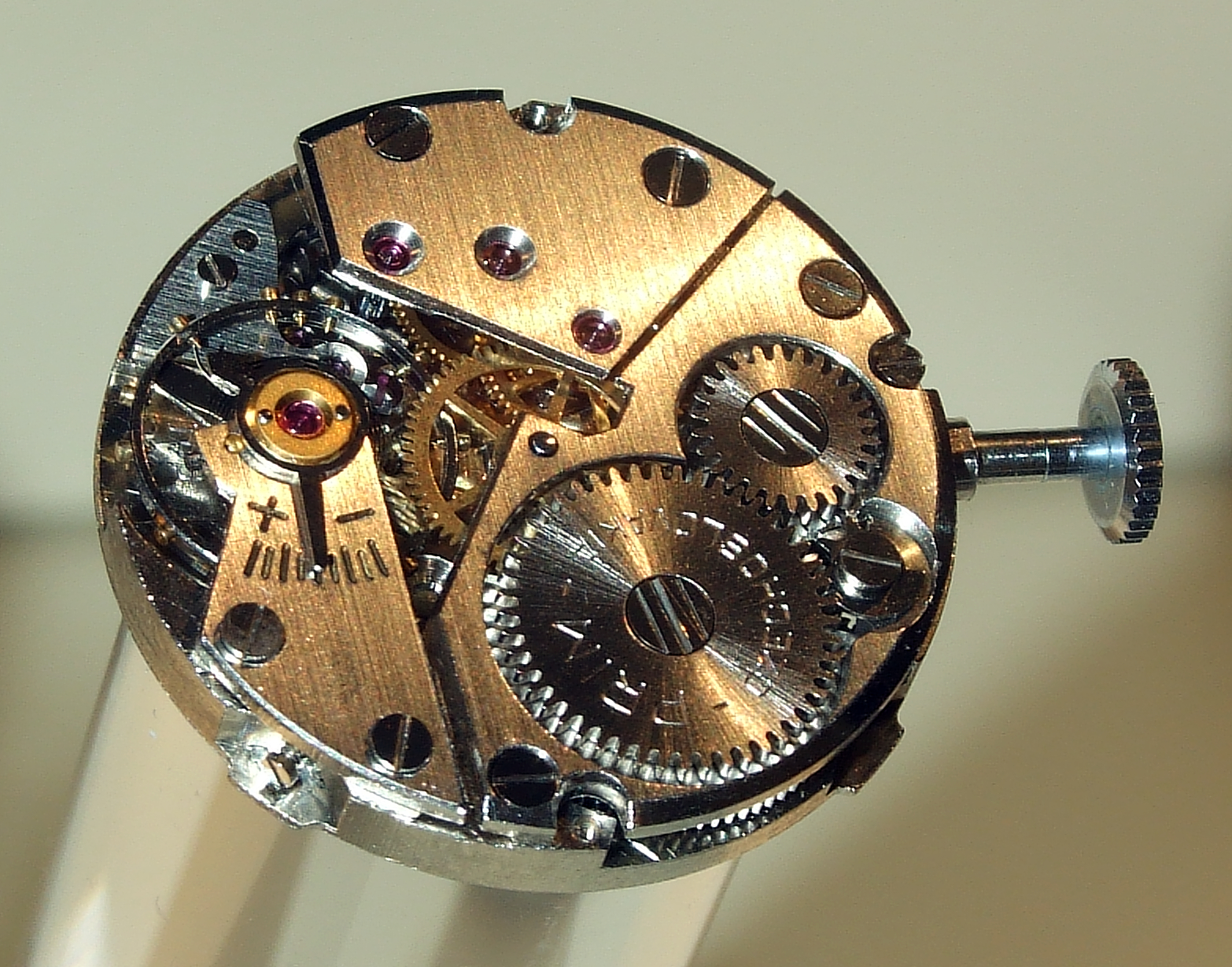
Годинниковий механізм механічного наручного годинника Prim.

Годиннико́вий механі́зм — термін, який стосується внутрішньої конструкції або механічного годинника, або пристрою, який працює за тим же принципом. Якщо бути точнішим, то термін відноситься до механізмів, в будові яких використовується складний комплект шестерень. Одним із найдавніших, відомих сьогодні, годинникових механізмів, є Антикітерський механізм — пристрій-астролябія для обчислення позицій небесних тіл, знайдений серед уламків грецького корабля і датований першим століттям до н. е.
Привід годинникового механізму — це пристрій, який працює завдяки силі, створюваній спусковою пружиною — спіральною торсіонною пружиною у формі металевої стрічки. Така пружина отримує необхідну для роботи енергію через ручне її накручування, яке виконується за допомогою спеціального ключика, сполученого із храповим механізмом (ключик закручує пружину сильніше). Тоді сила, законсервована в пружині, ворушить шестерні годинникового механізм — аж доки енергія з неї не буде використана до кінця. Прикметник «завідний» вживають у відношенні до пристроїв із годинниковим механізмом, в будові яких використовується така спускова пружина. До таких пристроїв відносяться різні види механічних годинників (наручні, настінні тощо), кухонні таймери, музичні скриньки та завіднí іграшки.

## Огляд
Нерідко сила, що забезпечує дію приладу, зберігається в межах його конструкції за допомогою завіднóго пристрою, який застосовує енергію зовнішніх механічних подразників (тряска, коливання тощо) для дії на механізм, в якому консервується енергія (наприклад, на спускову пружину), таким чином використовуючи щось на кшталт спускового механізму; в інших випадках застосовується сила рук. Типовим є використання коліщат, які взаємно впливають одне на одного через тертя або за допомогою зубців, — для перенаправлення руху або набуття швидкості чи моменту сили; багато годинникових механізмів були сконструйовані в першу чергу для того, аби служити наочним, безумовним tour de force (подвигом, досягненням) механічної винахідливості у цій галузі. Іноді годинники та подібні годинникові механізми із властивістю хронометрії використовуються для координування детонації вибухівки, активації таймерів, будильників та багатьох інших пристроїв.

## Приклади
Найпоширеніші приклади використання годинникових механізмів — це, звичайно ж, механічні годинники — наручні, настінні тощо. Що ж до інших прикладів, то до них належать:
- Завідні іграшки — часто із найпростішим механічним приводом, або ж нескладною автоматикою. Вони можуть заводитись або за допомогою спеціального ключика, або за допомогою простого механізму, коли іграшку із колесами (напр., іграшкову машинку) тягнуть по долівці так, що колеса іграшки виконують роль активаторів пружини.
- Більшість пелюсткових затворів використовують годинниковий механізм, який не надто відрізняється від того, який застосовується в конструкції наручних годинників, — для того, щоб визначати час відкриття та закриття пластинок затвора.
- Механізми для повертання лінзи маяка (застосовувалися до появи електричних двигунів).
- Лічильні машини, які використовувалися до того як були сконструйовані перші ЕОМ в часи Другої світової. Серед найскладніших були різницеві та аналітичні машини, створені математиком Чарлзом Беббіджем, — механічні версії комп'ютерів.
- Астрономічні моделі, такі як телурії, історія яких охоплює сотні років.
- Музичні скриньки, які були надзвичайно популярними протягом ХІХ та на початку XX століття.
- Майже всі фонографи, що виготовлялися до 1930-х років.
- Електричні прилади із ручним заведенням, такі як завідне радіо, у яких пружина, що консервує енергію та цілковито залежить від розміру та ваги пристрою, — повертає набагато менший електричний генератор; таке обладнання дуже популярне там, де є значні проблеми з наявністю електробатарей та основних джерел електроенергії (живлення від мережі).